# Ambrogio Marchioni
Ambrogio Marchioni (* 31. August 1911 in Neapel, Italien; † 27. Februar 1989) war ein römisch-katholischer Erzbischof und Diplomat des Heiligen Stuhls.

## Leben
Ambrogio Marchioni empfing am 26. Mai 1934 das Sakrament der Priesterweihe für das Erzbistum Neapel.
Am 1. Juli 1959 ernannte ihn Papst Johannes XXIII. zum Titularerzbischof von Severiana und bestellte ihn zum Apostolischen Nuntius in El Salvador und Guatemala. Der Sekretär der Kongregation für das Katholische Bildungswesen, Carlo Kardinal Confalonieri spendete ihm am 12. November desselben Jahres die Bischofsweihe; Mitkonsekratoren waren der Sekretär für außerordentliche Aufgaben der Kirche, Kurienerzbischof Antonio Samorè, und Kurienerzbischof Pietro Parente.
Am 1. September 1964 wurde Ambrogio Marchioni Mitarbeiter im Staatssekretariat des Heiligen Stuhls. Papst Paul VI. ernannte ihn am 30. Juni 1967 zum Apostolischen Nuntius in der Schweiz. Im September 1984 trat Ambrogio Marchioni als Apostolischer Nuntius in der Schweiz zurück.
Ambrogio Marchioni nahm an der ersten, dritten und vierten Sitzungsperiode des Zweiten Vatikanischen Konzils teil. 